# Eros Pérez
Eros Roque Pérez Salas (* 3. Juni 1976 in Santiago) ist ein ehemaliger chilenischer Fußballspieler. Der Abwehrspieler spielte sechs Mal für die Nationalmannschaft Chiles.

## Karriere

### Verein
Eros Pérez begann in der Jugend des CD Palestino und kam 1994 in die Profimannschaft, für die er bis 2000 spielte. Nach einem rund zweiwöchigen Probetraining bei CA Independiente lehnte ihn Trainer Oswaldo Piazza ab und Pérez wechselte stattdessen zum CA Colón. Nach der Saison ging der Chilene nach Brasilien zum SC Internacional, wo er allerdings aufgrund von Verletzungen kaum zum Einsatz kam. Daher wechselte Pérez zurück nach Argentinien, wo er erst für Gimnasia y Esgrima La Plata ohne großen Erfolg auflief und dann Ende des Jahres zum CA Lanús ging.
Zur Saison 2003/04 ging Pérez den Schritt nach Europa zum griechischen Klub Skoda Xanthi. Mitte 2004 kam er nach Chile zurück und spielte für Universidad Católica. Beim Hauptstadtklub wurde er ein wichtiger Bestandteil der Mannschaft und wurde Kapitän. Mit den Cruzados wurde Pérez Meister der Clausura 2005 und erreichte im gleichen Jahr das Halbfinale der Copa Sudamericana. Im Derby gegen CF Universidad de Chile in der Clausura 2007 geriet er mit Mitspieler Gary Medel nach einem Gegentor heftig aneinander, so dass Pérez vom Verband für zwei Spiele gesperrt wurde.
Nachdem Pérez 2010 für ein Jahr für Unión San Felipe gespielt hatte, wechselte er zum Deportivo Ñublense, für das er ein Jahr spielte und dann aufgrund von Problemen mit der Wirbelsäule seine Karriere beendete.

### Nationalmannschaft
Für die chilenische Nationalmannschaft debütierte Eros Pérez im April 2001 beim Freundschaftsspiel gegen Mexiko. Bei der Copa América 2001 schied Chile im Viertelfinale gegen Mexiko aus, nachdem sich das Team von Pedro García Barros in der Gruppenphase nach Siegen über Ecuador und Venezuela als Tabellenzweiter für die Finalrunde qualifiziert hatte. Der Defensivspieler spielte in den Gruppenspielen gegen Venezuela eine Spielhälfte und gegen Kolumbien über die volle Spielzeit. Auch bei der Niederlage im Viertelfinale spielte Pérez 90 Spielminuten.
Das letzte Länderspiel absolvierte Pérez bei der Copa del Pacífico 2006 gegen Peru, nach rund fünf Jahren ohne Einsatz für La Roja. Insgesamt kommt Pérez auf sechs Länderspiele.

### Kommentator
Von 2012 bis 2019 arbeitete Eros Pérez als Kommentator und Analyst für das Fernsehprogramm Canal del Fútbol. 2016 trainierte der frühere Nationalspieler noch das Team am Colegio Emaus.

### Trainer
Eros Pérez begann seine Trainerlaufbahn im U-20-Team von Lautaro de Buin, bevor er in den Jugendbereich von Deportes Melipilla wechselte. Während einiger Spiele übernahm er die Rolle des Cheftrainers der ersten Mannschaft, als Trainer John Armijo aufgrund von Quarantäne während der Covid-19-Pandemie abwesend war.
Am 26. September 2022 wurde er als neuer Trainer von Deportes Melipilla vorgestellt, nachdem Jaime Vera aufgrund schlechter Ergebnisse entlassen worden war. Am 10. Oktober erlitt Melipilla eine historische 0:7-Niederlage gegen den CD Magallanes. Später, am 24. Oktober, nach einer Niederlage gegen Deportes Santa Cruz, stieg die Mannschaft aus Melipilla in die Segunda División ab. Angesichts dieser Situation wurde sein Abschied zum Ende der Saison angekündigt.

## Erfolge
Universidad Católica
- Chilenischer Meister: 2005-C